# Pholiotina plumbeitincta
Pholiotina plumbeitincta är en svampart som först beskrevs av George Francis Atkinson, och fick sitt nu gällande namn av Hauskn., Krisai & Voglmayr 2004. Pholiotina plumbeitincta ingår i släktet Pholiotina och familjen Bolbitiaceae.   Inga underarter finns listade i Catalogue of Life.